# CONCACAF League 2018
De CONCACAF League 2018 was de 2e editie van de CONCACAF League, een jaarlijks voetbaltoernooi voor clubs uit Centraal-Amerika en de Caraïben, georganiseerd door de CONCACAF. Het toernooi vindt plaats van 31 juli 2018 tot en met 1 november 2018. De winnaar plaatst zich voor de CONCACAF Champions League 2019 .

## Loting
De loting voor de CONCACAF League vond plaats op 23 mei 2018 in Miami.

## Kalender
De kalender is als volgt.
|              | 1e wedstrijd              | 2e wedstrijd         |
| ------------ | ------------------------- | -------------------- |
| Laatste 16   | 31 juli – 2 augustus 2018 | 7–9 augustus 2018    |
| Kwartfinale  | 21–23 augustus 2018       | 28–30 augustus 2018  |
| Halve finale | 18–20 september 2018      | 25–27 september 2018 |
| Finale       | 25 oktober 2018           | 1 november 2018      |

## Laatste 16
- De heen wedstrijden vinden plaats van 31 juli 2018 tot 2 augustus 2018 , de returns vinden plaats van 7 augustus 2018 tot en met 9 augustus 2018[4]

| Team 1             | Tot.         | Team 2           | 1e wedstr. | 2e wedstr. |
| ------------------ | ------------ | ---------------- | ---------- | ---------- |
| Santos de Guápiles | 3-3 (6-7 np) | Portmore United  | 1-2        | 2-1        |
| Motagua            | 3-0          | Belmopan Bandits | 2-0        | 1-0        |
| Club Franciscain   | 1-1 (1-4 np) | Walter Ferretti  | 1-0        | 0-1        |
| Tauro              | 2-1          | Real España      | 1-0        | 1-1        |
| Árabe Unido        | 4-2          | Arnett Gardens   | 3-0        | 1-2        |
| FAS                | 3-2          | Pérez Zeledón    | 2-1        | 1-1        |
| Diriangén          | 1-7          | Universitario    | 0-4        | 1-3        |
| Herediano          | 2-2 (U       | Santa Tecla      | 1-0        | 1-2        |

## Kwartfinales
| Team 1     | Tot. | Team 2                    | 1e wedstr. | 2e wedstr. |
| ---------- | ---- | ------------------------- | ---------- | ---------- |
| CD Motagua | 5-2  | Portmore United FC        | 3-2        | 2-0        |
| Tauro FC   | 7-1  | Deportivo Walter Ferretti | 3-1        | 4-0        |
| FAS        | 1-4  | CD Árabe Unido            | 0-1        | 1-3        |
| Herediano  | 5-1  | Universitario             | 3-0        | 2-1        |

## Halve finale
| Team 1    | Tot. | Team 2         | 1e wedstr. | 2e wedstr. |
| --------- | ---- | -------------- | ---------- | ---------- |
| Tauro FC  | 2-3  | CD Motagua     | 2-1        | 0-2        |
| Herediano | 2-1  | CD Árabe Unido | 2-0        | 0-1        |

## Finale
| Team 1    | Tot. | Team 2     | 1e wedstr. | 2e wedstr. |
| --------- | ---- | ---------- | ---------- | ---------- |
| Herediano | 3-2  | CD Motagua | 2-0        | 1-2        |